# Hauptamt
Hauptamt bezeichnet je nach Verwendung entweder ein zentrales Amt innerhalb der Gemeindeverwaltung oder einen Begriff aus dem Beamtenrecht.

## Hauptamt in der Gemeindeverwaltung
Das Hauptamt ist eine Abteilung, ein Fachbereich oder ein Sachgebiet innerhalb einer Kommunalverwaltung, das in der Regel für Fragen der Ablauforganisation und der inneren Verwaltung sowie für zentrale Dienste wie z. B. Beschaffung und Gesamtsteuerung zuständig ist. So ist z. B. die EDV-Abteilung, die Poststelle und der Hausmeisterdienst oft dem Hauptamt angegliedert. Da der Aufgabenbereich der Hauptämter nicht gesetzlich festgelegt ist, sind die Aufgaben nicht abschließend zu beschreiben, wie es beispielsweise bei den Meldeämtern oder den Standesämtern der Fall ist. Oft wird das Aufgabengebiet des Hauptamts durch eine Gemeindesatzung festgelegt. In vielen Gemeindeverwaltungen werden die Abteilungen und Referate durchnummeriert. Das Hauptamt hat in der Regel die Nummer 10. Unabhängig von der Zuweisung konkreter Aufgabenfelder ist das Hauptamt die Abteilung einer Gemeinde, die Anregungen zur Weiterentwicklung der Gesamtverwaltung der Gemeinde liefert. Häufig wird dies unter dem Begriff „allgemeine Steuerung“ zusammengefasst.

## Hauptamt im Beamtenrecht
Das Hauptamt (meistens adjektivisch als hauptamtlich) wird im Beamtenrecht im Unterschied zum Nebenamt oder Ehrenamt verwendet. Dabei stellt das Hauptamt die Haupttätigkeit des Beamten dar. Das Nebenamt ist dagegen oft eine Nebentätigkeit des Beamten. Es kann vom (Dienst)vorgesetzten auch angeordnet werden. Beispielsweise kann ein Beamter als Hauptamt die Tätigkeit eines Referatsleiters im Verkehrsministerium wahrnehmen und im Nebenamt die Aufsichtsratstätigkeit bei einer Bahngesellschaft ausüben. In Baden-Württemberg waren früher Berufsfeuerwehrbeamte hauptamtlich anzustellen, d. h. die Feuerwehrtätigkeit durfte zum Beispiel nicht von Beamten beim Bauamt wahrgenommen werden. In der Schweiz ist dafür der Begriff Vollamt gebräuchlicher.

## Hauptamt im nationalsozialistischen Staat
Im NS-Staat waren Hauptämter auch Untergliederungen der NSDAP. Das Reichssicherheitshauptamt war eine Mischung aus staatlichem und Parteiamt.